# Vollrath von Hellermann
Vollrath von Hellermann (Ratzeburg, 1900. május 18. – München, 1971. augusztus 25.) német katona. A porosz születésű Hellermann megkapta a Vaskereszt Lovagkeresztjét. 1945-ben esett hadifogságba, melyből 1947-ben szabadult.